# Filipe III de Baden-Rodemachern
Filipe III de Baden-Rodemachern (em alemão:  Philipp III von Baden-Rodemachern; Rodemachern, 15 de agosto de 1567 – Emmendingen, 6 de novembro de 1620) foi um nobre alemão, pertencente à Casa de Zähringen, e que foi Marquês de Baden-Rodemachern de 1588 até à sua morte.

## Biografia
Filipe III era o segundo filho do marquês Cristóvão II de Baden-Rodemachern e da princesa sueca Cecília Vasa.
Em 1575, pela morte do pai, o seu irmão mais velho Eduardo Fortunato sucede na herança paterna, tornando-se Marquês de Baden-Rodemachern.
Mas em 1588, o irmão vem a herdar também a mais importante Marca de Baden-Baden, passando a Filipe III o território de Baden-Rodemachern. Filipe estabelece então, residência no castelo de Ettlingen.
Em 1592, Filipe matou o meirinho de Rodemachern, mas as autoridades locais acabaram por atender o seu pedido de clemência.
Em 1605, na sequência da ocupação do território (católico) de Baden-Baden pelo marquês (protestante) de Baden-Durlach, ocorrida em 1594, Filipe organizou um pequeno exército para libertar Baden-Baden. A tentativa falhou e Filipe III ficou prisioneiro do seu primo, Jorge Frederico de Baden-Durlach.
Filipe ficou detido primeiro em Durlach e, depois, no castelo de Hochburg, onde viria a falecer em 1620, sem descendência.